# Полин Дзевановського
{{#ifeq:0|0|{{#if:Artemisia dzevanovskyi|{{#if:|[[]}}|[[]]}}}}
Полин Дзевановського (Artemisia dzevanovskyi) — вид рослин з родини айстрових (Asteraceae), поширений у Румунії й Криму.

## Опис
Багаторічна рослина 25–55 см заввишки. Запушення густе, жовтувато-білувате. Листки двічі пірчасторозсічені, з овальними сегментами. Кошики широко-оберненояйцевидні, 4–6 мм довжиною, 3–4 мм шириною, зібрані у волотеподібне суцвіття.
Цвіте у вересні — жовтні.

## Поширення
Поширений у Румунії й Криму, Україна.
В Україні вид зростає на вапнякових стрімких схилах — у Криму, рідко (мис Тарханкут).

## Загрози й охорона
Загрозою є природне та антропогенне руйнування або порушення екотопів.
Занесений до Червоної книги Україні в статусі «Неоцінений». Охороняється у ландшафтному заказнику «Джангульське зсувне узбережжя».